# Galigahuis
Het Galigahuis is een voormalige stins in de binnenstad van Sneek.
Over het gebouw is weinig bekend. Bij archeologisch onderzoek in 1999 zijn balken gevonden die stammen uit de 12e en 14e eeuw. Deze palen zijn vermoedelijk de funderingspalen van de stins. In 1955 werd op deze locatie ook al een kan vol zilveren munten gevonden, deze muntschat is daar rond 1425 verborgen.
De stins op deze locatie is tussen 1616 en 1664 gesloopt. Dit valt op te maken uit het feit dat het gebouw op een kaart uit het eerst genoemde jaartal staat, maar op een latere tekening ontbreekt.
Het gebouw werd bewoond door het geslacht Galiga. Dit geslacht is echter al voor de 15e eeuw uit Sneek verdwenen. Thans is nog in Sneek aanwezig de Galigastraat en de Galigapromenade, die vernoemd zijn naar de vroegere bewoners.